# Канкошев, Ахмет-Хан Талович
Ахмет-Хан Талович Канкошев (кабард.-черк. Къанкъуэш Тӏал и къуэ Ахьмэтхъан; 28 августа 1914  — 28 декабря 1943) — лётчик-ас, командир авиационного звена 42-го гвардейского истребительного авиационного полка 9-й гвардейской истребительной авиационной дивизии 4-й воздушной армии Северо-Кавказского фронта, Герой Советского Союза, одержавший 14 побед в воздушных боях лично и 3 в группе. По национальности кабардинец.

## Биография
Родился 28 августа 1914 года в селе Муртазово Терской области Российской империи (ныне село Дейское Терского района Кабардино-Балкарии), в крестьянской семье.
В 1933 году окончил 2 курса железнодорожного техникума в городе Орджоникидзе (ныне — Владикавказ), в 1937 году 1-ю Батайскую школу Гражданского Воздушного Флота, а в 1938 году — школу усовершенствования лётного состава Осоавиахима при Центральном аэроклубе имени В. П. Чкалова в Москве. С 1938 по 1942 год был начальником лётной части и начальником аэроклуба в Йошкар-Оле.

### Участие в Великой Отечественной войне
В Красной Армии с 1942 года. В том же году окончил курсы командиров звеньев. На фронтах Великой Отечественной войны с декабря 1942 года. Воевал в составе 8-го истребительного авиационного полка (позднее 42-й гвардейский истребительный авиационный полк), участвовал в исторической Орловско-Курской битве.
К июню 1943 года совершил 108 успешных боевых вылетов, в 45 воздушных боях лично сбил 8 вражеских самолётов и 3 — в составе группы (так указано в наградном листе на присвоение звания Героя, но по документам к тому времени ас сбил 10 самолётов врага лично). Звание Героя Советского Союза присвоено 2 сентября 1943 года.
28 декабря 1943 года пропал без вести во время боя в районе Керчи. За время участия в боях совершил около 200 успешных боевых вылетов, сбил лично 14 немецких самолётов.

## Память
- Названы улицы в городах Нальчик, Терек, Баксан и Нарткал, а также в нескольких сёлах республики.
- Установлены мемориальные доски в Тереке и Йошкар-Оле.